# Premio Raimondo Rezzonico
Il premio Raimondo Rezzonico (Best Independent Producer Award – Raimondo Rezzonico Prize) è un premio cinematografico assegnato annualmente dal Comune di Minusio ad un produttore indipendente all'interno del Festival internazionale del film di Locarno, a partire dal 2002, per mettere in evidenza una figura chiave del processo creativo cinematografico e riconoscerne il coraggio e la capacità di sostenere gli autori.
È intitolato alla memoria di Raimondo Rezzonico, presidente del Festival per vent'anni.

## Albo d'oro

### Anni 2000
- 2002: Paulo Branco
- 2003: Ruth Waldburger
- 2004: Karl Baumgartner
- 2005: Jeremy Thomas
- 2006: Agat Films
- 2007: Lita Stantic
- 2008: Christine Vachon
- 2009: Martine Marignac

### Anni 2010
- 2010: Menahem Golan
- 2011: Mike Medavoy
- 2012: Arnon Milchan
- 2013: Margaret Ménégoz
- 2014: Nansun Shi
- 2015: Office Kitano
- 2016: David Linde
- 2017: Michel Merkt
- 2018: Ted Hope
- 2019: Komplizen Film

### Anni 2020
- 2020: non assegnato
- 2021: Gale Anne Hurd
- 2022: Jason Blum
- 2023: Marianne Slot
- 2024: Stacey Sher
- 2025: Abbout Productions